# St. Gereon (Boich)

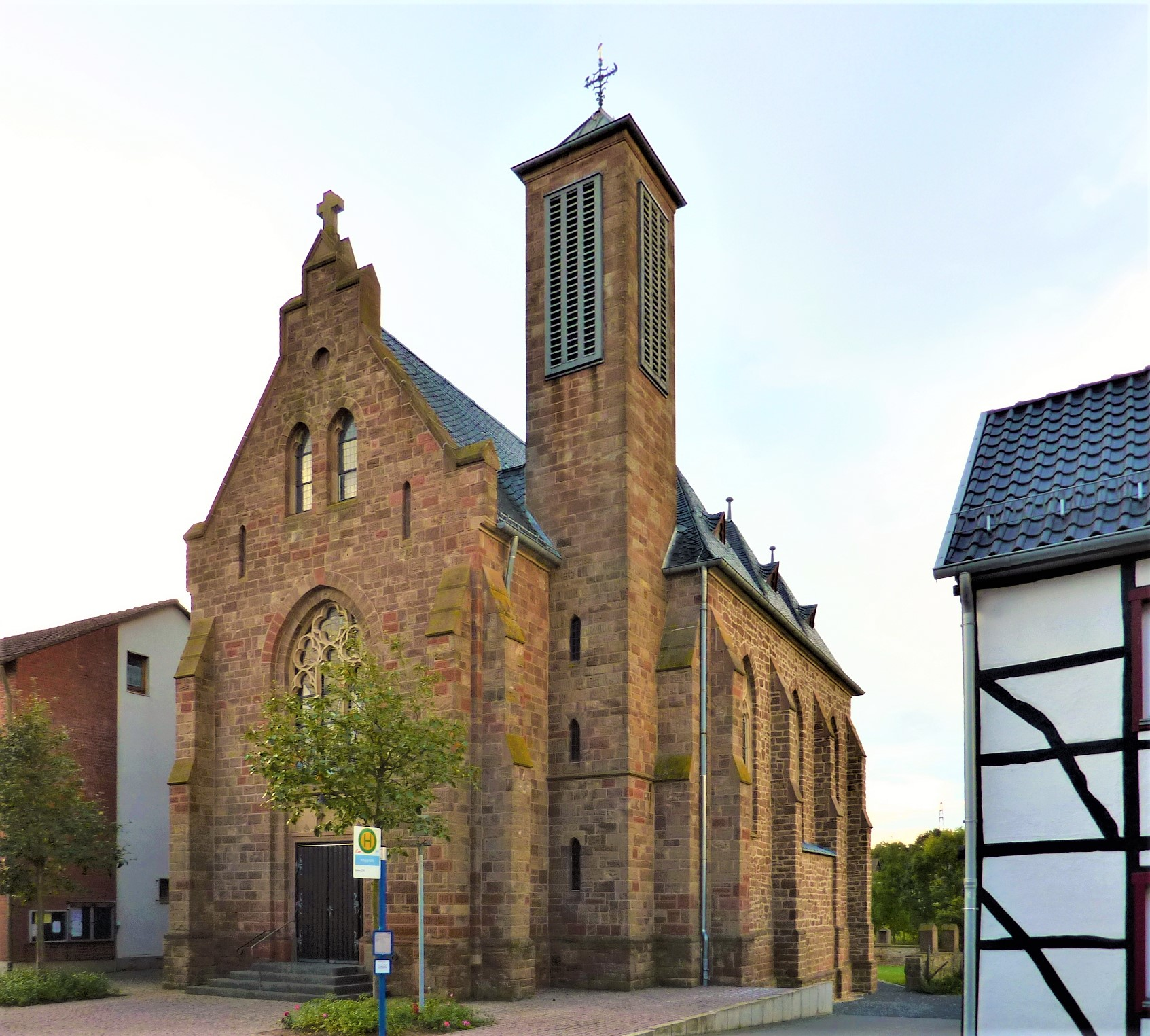
St. Gereon in Boich

St. Gereon ist die römisch-katholische Pfarrkirche des Kreuzauer Ortsteils Boich im Kreis Düren in Nordrhein-Westfalen. Zur Pfarre gehört auch die Kapelle in Leversbach.
Das Bauwerk ist unter Nr. 1 in die Liste der Baudenkmäler in Kreuzau eingetragen, dem hl. Gereon von Köln geweiht und wurde zwischen 1904 und 1905 nach Plänen von Franz Statz erbaut.

## Geschichte
In den Jahren 1754 und 1755 wurde in Boich eine barocke Kapelle errichtet. Ob es schon vorher ein Gotteshaus gab, ist unklar. Jedenfalls gehörte der Ort seit jeher zur Pfarre St. Martin, Drove. Am 5. Dezember 1863 bekam Boich zusammen mit Leversbach den Status eines Rektorates innerhalb der Pfarre Drove zugesprochen. Zu dieser Zeit bestand bereits eine Kapelle im Ort. Am 24. April 1953 wurde das Rektorat Boich-Leversbach schließlich von Drove vollständig abgetrennt und zur eigenständigen Pfarrei erhoben.
Die Pläne für die heutige Kirche entwarf der Kölner Erzdiözesanbaurat Franz Statz. Der erste Spatenstich fand am 15. Juni 1904 statt, die Bauleitung lag in Händen des Baumeisters W. Kleu. Im Verlauf des Jahres 1905 war die in neogotischen Formen als dreischiffige und dreijochige Hallenkirche mit dreiseitig geschlossenem Chor erbaute neue Kirche fertiggestellt. Das Bauwerk besteht aus Buntsandstein. 
Die feierliche Kirchweihe und die Konsekration des Hochaltares folgten erst vier Jahre nach Fertigstellung am 13. Juni 1909 durch den Kölner Weihbischof Joseph Müller.
Im Zweiten Weltkrieg wurden die Obergeschosse des schmalen Glockenturms, welcher sich in der südwestlichen Ecke des Bauwerks befindet, zerstört. Dieser wurde nach dem Krieg in schlichten Formen neu aufgebaut.
Seit der Pfarrerhebung wurde das Boicher Gotteshaus von dem Rang einer Filialkirche zur Pfarrkirche erhoben.

## Ausstattung
Im Innenraum befindet sich noch die originale Ausstattung aus der Erbauungszeit in neogotischen Formen. Besonders hervorzuheben ist dabei der reich verzierte Hochaltar. Die beiden Seitenaltäre sind barock. Sie stammen vermutlich aus der Vorgängerkirche. Die Buntglasfenster schuf Heinrich Geuer im Jahr 1967.

## Glocken
Im schmalen Glockenturm befinden sich vier Bronze-Glocken, von denen drei Hans Hüesker von der Firma Petit & Gebr. Edelbrock aus Gescher 1954 goss.
| Nr. | Name          | Durchmesser (mm) | Masse (kg, ca.) | Schlagton (HT-1/16) | Gießer                                             | Gussjahr |
| 1   | -             | -                | -               | cis'                | Hans Hüesker, Fa. Petit & Gebr. Edelbrock, Gescher | 1954     |
| 2   | -             | -                | -               | dis'                | Hans Hüesker, Fa. Petit & Gebr. Edelbrock, Gescher | 1954     |
| 3   | -             | -                | -               | fis'                | Hans Hüesker, Fa. Petit & Gebr. Edelbrock, Gescher | 1954     |
| 4   | Kleine Glocke | -                | -               | ?                   | Unbekannt                                          | ?        |

Motiv: Gloria

## Pfarrer
Folgende Priester wirkten bislang als Pfarrer an St. Gereon:
- 1928–1962: Ernst Warler
- 1963–1972: P. Johannes Röttges OSFS
- 1972–1991: P. Anton Langenbusch OSFS
- 1992–1998: Edgar Berg
- 1998–2023: Georg Scherer
- Seit 2024: Josef Wolff